# 율학 (교육 기관)
수·당 시대의 율학(律學)은 각조(各朝)의 법률 내용과 격식 및 법례를 배우는 학교로서, 수업연한은 6년이었다. 8품 이하의 관리 및 평민의 자제가 입학할 수 있고, 학생 정원은 50명이었다. 율학박사 3인과 조교 1인이 교육했다.